# Rubus baileyanus
Rubus baileyanus är en rosväxtart som beskrevs av Britt.. Rubus baileyanus ingår i släktet rubusar, och familjen rosväxter. Inga underarter finns listade i Catalogue of Life.